# Melanopsis etrusca
Melanopsis etrusca is een slakkensoort uit de familie van de Melanopsidae. De wetenschappelijke naam van de soort is voor het eerst geldig gepubliceerd in 1862 door Brot.